# یواس‌اس امرلد (اس‌پی-۱۷۷)
یواس‌اس امرلد (اس‌پی-۱۷۷) (به انگلیسی: USS Emerald (SP-177)) یک کشتی بود که طول آن ۱۴۰ فوت ۴ اینچ (۴۲٫۷۷ متر) بود. این کشتی در سال ۱۹۰۶ ساخته شد.